# Childswickham
Childswickham lub Childs Wickham – wieś i civil parish w Anglii, w hrabstwie Worcestershire, w dystrykcie Wychavon. Leży 28 km na południowy wschód od miasta Worcester i 136 km na północny zachód od Londynu. W 2011 roku civil parish liczyła 754 mieszkańców. Childswickham jest wspomniana w Domesday Book (1086) jako Wicuene.